# 斯坎多拉腊-里帕多廖
斯坎多拉腊-里帕多廖（義大利語：Scandolara Ripa d'Oglio），是意大利克雷莫纳省的一个市镇。总面积5平方公里，人口635人，人口密度127.0人/平方公里（2009年）。国家统计（ISTAT）代码为019093。